# André Rousselet
André Rousselet (Nancy, 1 de octubre de 1922 - París, 29 de mayo de 2016) fue un alto funcionario, político y empresario francés, conocido por haber sido el fundador de Canal+.

## Biografía
André Rousselet nació en Nancy el 1 de octubre de 1922. Su padre Marcel Rousselet (1893-1982) fue un reconocido magistrado y jurista, primer presidente de la corte de apelación de París desde 1950 hasta 1962. Por otro lado, su hermano Jean se convirtió en un prestigioso pediatra, autor del ensayo L’Allergie au travail (La alergia al trabajo).
La familia se trasladó a Limoges durante la Segunda Guerra Mundial, y fue allí donde André obtuvo el bachillerato en Filosofía. Posteriormente estudió la licenciatura de Derecho, primero en la École des cadres d'Uriage y después en París al poco de producirse la liberación de la capital.
Su primera hija, Évelyne Rousselet, nació en Pointe-à-Pitre de una relación anterior cuando trabajaba en Guadalupe. Posteriormente se casó en 1964 con Catherine Rogé, con la que ha tenido otros tres hijos. De todos ellos, Nicolas Rousselet ha sido empresario y director de Groupe G7, mientras que Philippe ha sido productor y director de cine. Entre las aficiones de André estaba el coleccionismo de arte contemporáneo.
André Rousselet falleció en su domicilio de París el 29 de mayo de 2016, a los 93 años. El primer ministro Manuel Valls expresó sus condolencias y le definió como «un empresario de izquierdas sin igual».

## Carrera política
Meses después de licenciarse en Derecho, Rousselet superó las oposiciones para trabajar como alto funcionario en la administración prefectural, el sistema anterior a la Escuela Nacional de Administración. Entre 1952 y 1954 fue nombrado subprefecto del departamento de Guadalupe.
A su regreso a la Francia metropolitana, Rousselet inició una carrera política estrechamente ligada a la del socialista François Mitterrand. En 1954 se convirtió en su jefe de gabinete durante el gobierno de Pierre Mendès France. Más tarde participó en la campaña presidencial de 1965, y entre 1967 y 1968 fue diputado de la Federación de la Izquierda Demócrata y Socialista (FGDS) por la circunscripción de Alto Garona. Seguiría vinculado a Mitterrand como máximo responsable de recaudar fondos para las campañas electorales de 1974 y 1981; en estas últimas consiguió que Guy Dejouany, presidente de la Compagnie générale des eaux, le donase 3 millones de francos.
En 1983, dos años después de que Mitterrand lograra la presidencia, Rousselet fue nombrado presidente del grupo de comunicación Havas. En 1986 tuvo que renunciar al cargo para ocuparse sólo de Canal+.

## Trayectoria empresarial
En 1958, poco después de la llegada al poder de general De Gaulle, Rousselet fue nombrado responsable de relaciones exteriores de Simca. Dos años después asumió la dirección de Taxis G7, filial de taxis parisienses de Simca, y la convirtió en líder de la capital gracias a la modernización de la flota y la posterior liberalización del sector. Dicha empresa fue agrupada en el Groupe G7, especializado en transporte y logística.
En 1974 impulsó la publicación del semanario deportivo Sports Magazine, que sin embargo tuvo que cerrar a las pocas semanas.
El mayor éxito de André Rousselet fue la creación de Canal+. Coincidiendo con la regularización de la televisión francesa del gobierno Mitterrand en 1982, Havas presentó un proyecto de televisión por suscripción cuya programación se basada en cine de estreno, deportes y entretenimiento sólo para abonados. A diferencia de un canal comercial, la señal estaba encriptada y solo podía verse con un decodificador. El nuevo Canal+ (Canal Plus) comenzó a emitir el 4 de noviembre de 1984 y se convirtió en la primera televisión privada de Francia.
A pesar de las dificultades iniciales, Canal+ superó los 3 millones de abonados en cinco años y consiguió un beneficio de 774 millones de francos, convirtiéndose en el grupo audiovisual europeo más rentable en la década de 1990. Sobre esas bases se creó el Groupe Canal+ con otros negocios como televisión por satélite (Canalsat), productoras de cine (Studiocanal) y versiones internacionales (entre ellas, Canal+ España). Rousselet mantuvo la presidencia hasta 1994, cuando fue apartado a través de una operación alentada por el primer ministro conservador Édouard Balladur.
Después de su polémica salida de Canal+, Rousselet se convirtió en el accionista mayoritario del periódico InfoMatin, que pronto asumió una línea editorial contraria a Balladur en las elecciones presidenciales de 1995. Después de entrar en números rojos y enfrentarse con la redacción, InfoMatin dejó de publicarse el 8 de enero de 1996.